# Liste des évêques de Jaén

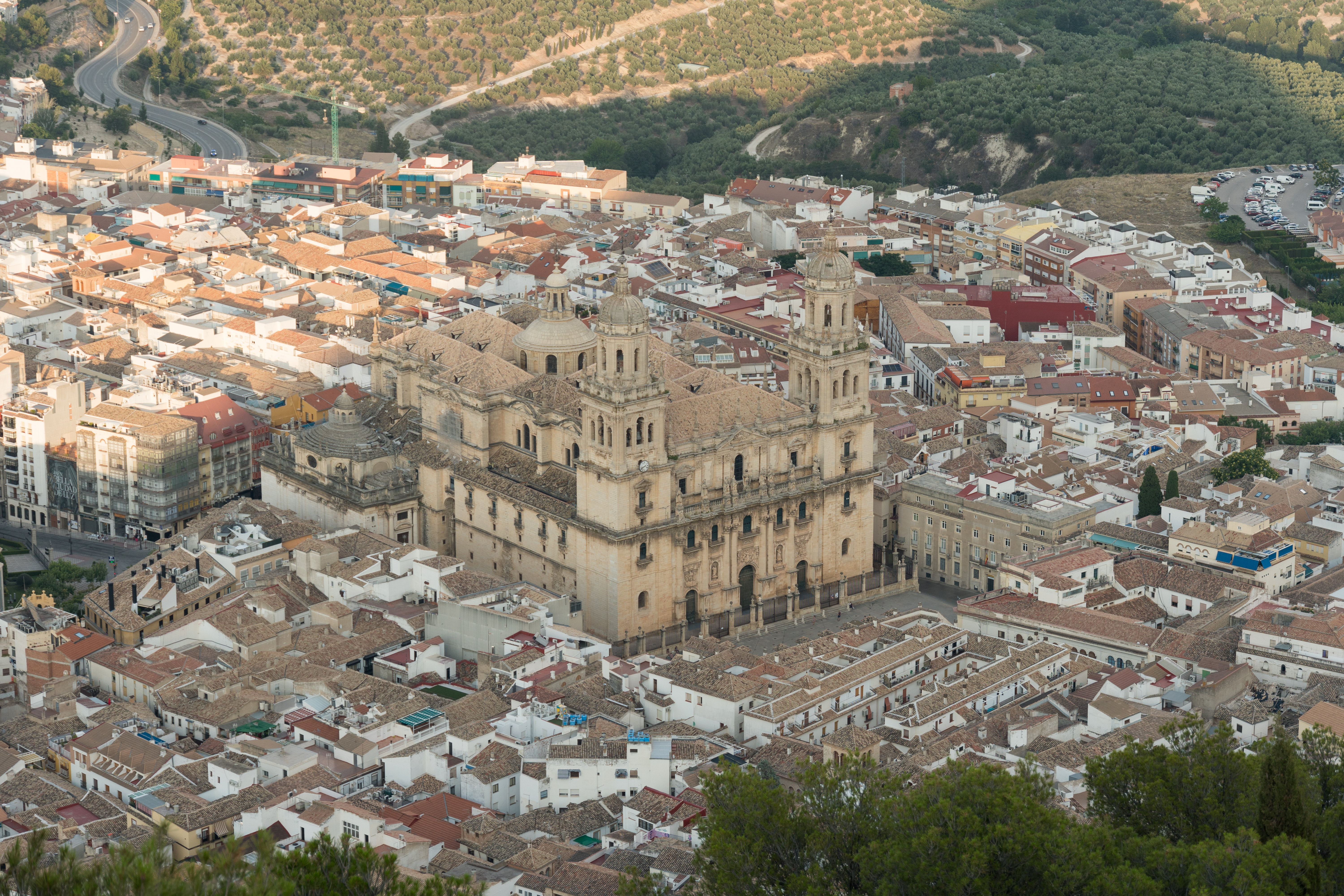
La cathédrale de Jaén.

Liste des évêques du diocèse de Jaén de 1228 à aujourd'hui.

## Évêque de Jaén
- Domingo de Baeza (1228–1246), évêque à Baeza
- Pedro Martínez (1249)
- Pascual (1250–1275)
- Martín Domínguez (1276–1283)
- Juan I (1283–1285)
- Juan II (1285-1286)
- Juan III (1287–1289)
- Juan Miguel Fortún García (1289-1296)
- Pierre Pascal, O.de M (1296–1300)
- García Pérez (1301–1316)
- Gutierre Téllez (1317–1322)
- Fernando Martínez de Ágreda (1322–1335), nommé évêque de Badajoz
- Juan de Morales (1335–1357)
- Juan Lucronio (1357–1359), nommé évêque de Sigüenza
- Andrés (1360–1367)
- Alfonso Fernández Pecha (1367-1368)
- Nicolás de Biedma (1368–1378), nommé évêque de Cuenca
- Juan de Castromocho (1378–1381), nommé évêque de Sigüenza
- Nicolás de Biedma (1381–1383) 2e fois
- Rodrigo Fernández de Narváez (1383–1422)
- Gonzalo de Stuñiga (1422–1456)
- Jaime Tauste, O.de M (1456–1457), ne prend pas possession du siège, nommé évêque de Calabre
- Alfonso Vázquez de Acuña (1457–1474)
- Iñigo Manrique de Lara (1475–1483), nommé archevêque de Séville
- Luis Osorio (1483–1496)
- Diego de Deza, O.P (1498–1500), nommé évêque de Palencia
- Alonso Suárez de la Fuente del Sauce (1500–1520)
- Martín de Ocón (1520-1522) administrateur apostolique
- Diego Gayangos, O.SS.T  (1522), meurt peu après son élection, ne prend pas possession du siège
- Esteban Gabriel Merino (1535)
- Alexandre Farnèse (1535-1537), petit-fils de Paul III
- Alejandro Cesarini (1537-1538), administrateur apostolique
- Francisco de Mendoza y Pacheco (1538-1543)
- Pedro Pacheco de Villena (1545-1554)
- Diego Tavera Ponce de León (1555-1560)
- Francisco de Benavides y Velasco (1560), meurt avant de prendre possession du siège
- Diego de los Cobos Molina (1560-1565)
- Francisco Delgado López (1566–1576)
- Diego Deza Tello (1577–1579)
- Francisco Sarmiento Mendoza (1580–1595)
- Bernardo de Rojas y Sandoval (1596–1599), nommé archevêque de Tolède
- Sancho Dávila y Toledo (1600–1615), nommé évêque de Sigüenza
- Francisco Martínez de Cenicero (1615–1619)
- Baltasar Moscoso y Sandoval (1619–1646), nommé archevêque de Tolède
- Juan Queipo de Llano Flores (1647–1647)
- Fernando Andrade Castro (1648–1664)
- Antonio de Piña Hermosa (1664–1667)
- Jerónimo Rodríguez de Valderas, O.de M (1668–1671)
- Antonio Fernández de Campo y Angulo (1671–1681)
- Juan Asensio Barrios, O.de M (1682–1692)
- Antonio de Brizuela y Salamanca (1693–1708)
- Benito Omañana (1708–1712)
- Rodrigo Marín Rubio (1714–1732)
- Manuel Isidro Orozco Manrique de Lara (1732–1738), nommé archevêque de Saint-Jacques-de-Compostelle
- Andrés Cabrejas Molina (1738–1746)
- Juan Domingo Manzano Carvajal (1739–1750)
- Francisco Castillo Vintimilla (1747–1749)
- Benito Marín, O.S.B (1750–1769)
- Antonio Gómez de la Torre y Jaraveitia (1770–1779)
- Agustín Rubín Cevallos (1780–1793)
- Pedro Rubio Benedicto Herrero (1794–1795)
- Diego Melo de Portugal, O.S.A (1795–1816)
- Andrés Esteban Gómez (1816–1831)
- Diego Martínez Carlón y Teruel (1831–1836)
- siège vacant en partie dû au désamortissement de Mendizábal
- José Escolano Fenoy (1847–1854)
- Tomás Roda Rodríguez (1857–1858)
- Andrés Rosales Muñoz (1858–1864), nommé évêque d'Almería
- Antolín Monescillo y Viso (1865–1878), nommé archevêque de Tolède
- Manuel María León González y Sánchez (1877–1896)
- Victoriano Guisasola y Menéndez (1897–1901), nommé à l'archidiocèse de Madrid
- Salvador Castellote y Pinazo (1901–1906), nommé archevêque de Séville
- Juan José Laguarda y Fenollera (1906–1909), nommé archevêque de Barcelone
- Juan Manuel Sanz y Saravia (1909–1919)
- Plácido Ángel Rey de Lemos, O.F.M (1917–1919), administrateur apostolique puis nommé évêque de Lugo
- Manuel Basulto Jiménez (1919–1936), martyr de la guerre civile, béatifié
- Agustín Parrado García (1936-1942), administrateur apostolique
- Rafael García y García de Castro (1942–1953), nommé archevêque de Grenade
- Felix Romero Menjibar (1954–1970), nommé archevêque de Valladolid
- Miguel Peinado Peinado (1971–1988)
- Santiago García Aracil (1988–2004), nommé archevêque de Mérida-Badajoz
- Ramón del Hoyo López (2005–2016)
- Amadeo Rodríguez Magro (2016-2021)
- Sebastián Chico Martínez (es) (2021)